# Сатанинское танго (фильм)
«Сатанинское танго» (венг. Sátántangó) — чёрно-белый художественный фильм, снятый в 1994 году венгерским режиссёром Белой Тарром. Автором сценария, как и во многих других фильмах Белы Тарра, выступил венгерский писатель Ласло Краснахоркаи на основе его собственного одноимённого романа, вышедшего в 1985 году. Одну из главных ролей сыграл Янош Держи.
Премьера в России — 5 ноября 1994 года, Музей кино (Москва).

## Сюжет
Действие фильма разворачивается на территории фермы, доживающей свои последние дни. Несколько её жителей решают уйти, похитив деньги, вырученные всеми участниками коммуны перед её закрытием. Однако их планы нарушают слухи о появлении красноречивого и харизматичного Иримиаша, пропавшего полтора года назад и считавшегося погибшим. Большая часть сюжета концентрируется на прибытии Иримиаша и его последствиях.
Не считая открывающего 8-минутного плана, фильм состоит из тех же двенадцати частей, что и роман:
1. Новости о пришествии
2. Воскресшие
3. Кое-что проясняется
4. Работа паука I
5. Прорехи в паутине
6. Работа паука II (Сосок дьявола, сатанинское танго)
7. Иримиаш произносит речь
8. Перспектива, вид спереди
9. Вознесение? Страшный сон?
10. Перспектива, вид сзади
11. Труды и заботы
12. Круг замкнулся

## В ролях
- Михай Виг — Иримиаш
- Путьи Хорват — Петрина
- Янош Держи — Кранер
- Ласло Лугошши — Шмидт
- Ева Альмашши Альберт — жена Шмидта
- Миклош Б. Секей — Футаки
- Зольтан Камонди — Кошмарош

## Признание
Берлинский кинофестиваль, 1994 год: Премия «Калигари» за инновации от Немецкой федеральной ассоциации киноработников.
Сьюзен Зонтаг описала фильм как «опустошающий, захватывающий каждую минуту его семи часов», добавив, что она будет «рада видеть его каждый год до конца жизни».
В опросе критиков Sight & Sound 2012 года среди лучших фильмов, когда-либо созданных, «Сатанинское танго» заняло 36-е место, за него проголосовали 34 эксперта.